# City of Heroes (álbum)
City of Heroes es el segundo álbum de estudio realizado por el dueto Kiske/Somerville. El álbum cuenta con la colaboración del vocalista Michael Kiske (Helloween, Unisonic, Place Vendôme) y la cantante estadounidense Amanda Somerville (Aina, HDK, Trillium). El lanzamiento del álbum fue el 17 de abril de 2015, en Europa y el 21 de abril de 2015, en América del Norte.

## Lista de temas
Todos los temas compuestos por Mat Sinner y Magnus Karlsson excepto el indicado

Todas las canciones escritas y compuestas por Mat Sinner and Magnus Karlsson. 
| Edición estándar, Edición deluxe, Edición vinilo |                           |                                   |          |  |
| N.º                                              | Título                    | Escritor(es)                      | Duración |  |
| 1.                                               | «City of Heroes»          |                                   | 4:02     |  |
| 2.                                               | «Walk on Water»           |                                   | 4:16     |  |
| 3.                                               | «Rising Up»               |                                   | 4:44     |  |
| 4.                                               | «Salvation»               |                                   | 5:59     |  |
| 5.                                               | «Lights Out»              |                                   | 4:50     |  |
| 6.                                               | «Breaking Neptune»        | Amanda Somerville, Sander Gommans | 4:09     |  |
| 7.                                               | «Ocean of Tears»          |                                   | 4:28     |  |
| 8.                                               | «Open Your Eyes»          |                                   | 4:17     |  |
| 9.                                               | «Last Goodbye»            |                                   | 3:47     |  |
| 10.                                              | «After The Night Is Over» |                                   | 4:58     |  |
| 11.                                              | «Run With a Dream»        |                                   | 4:39     |  |
| 12.                                              | «Right Now»               |                                   | 5:18     |  |

### DVD
- City of Heroes (Video musical oficial)
- Walk on Water (Video musical oficial)
- Making of "City of Heroes" (Documental)

## Músicos
- Michael Kiske - Voz masculina principal/coro
- Amanda Somerville - female lead/coro
- Magnus Karlsson - guitarras y teclados.
- Mat Sinner - bajo y coro
- Veronika Lukesova - batería